# Han Moo-hyup
Han Moo-hyup (en coreano: 한무협 y en esperanto: Alfonso Moohyup Han, Pionyang, 22 de agosto de 1923-Bundang-gu,  22 de agosto de 2017) fue un militar, empresario y funcionario público surcoreano. También fue presidente de la Asociación Coreana del Esperanto  después de haber sido general de división del Ejército de la República de Corea y presidente y dueño de Hyundai Insurance.
Park Chung-hee, que fue presidente de Corea del Sur, estuvo en el día de su boda por ser amigo suyo.

## Vida personal
Han, cuando era joven, dejó Corea del Norte e ingresó en el ejército surcoreano. Después de graduarse en la Academia Militar de Corea en 1948, hizo un bachillerato de segundo grado en Ciencias políticas y diplomacia en la Universidad de Dankook (1962). Prosiguió sus estudios en la Universidad de Hanyang (1965), la Universidad Nacional de Defensa de Corea y la Universidad Nacional de Defensa en Estados Unidos. Se sabe que Han tuvo una relación estrecha con el presidente Park Chung-hee y su familia; se casó con Kim Yi-jung y tuvieron 5 hijos, 3 varones y 2 mujeres. Murió el 22 de agosto de 2017, día de su cumpleaños, a los 94 años de edad Bundang-gu.

## Carrera

### Carrera militar
Como militar profesional sirvió en varios puestos clave, incluyendo el de comandante de la 26 División de Infantería, director de inteligencia (G-2) de la junta de jefes del Estado Mayor y comandante del Centro de Entrenamiento del Ejército de Corea. También trabajó para la Agencia Central de Inteligencia de Corea (KCIA por sus siglas en inglés) como jefe de investigación. Posteriormente se le ofreció un escaño legislativo por el Partido de la Nueva Corea pero rechazó el cargo.

### Carrera empresarial
Después de su retiro del ejército como general de división, Han Moo-hyup se convirtió en hombre de negocios y lideró empresas de seguros por 15 años; fue presidente y dueño de Hyundai Insurance (anteriormente conocida como Dongbang Fire and Marine Insurance Co.) y después presidente Haedong Fire & Marine Insurance (Regent Fire Insurance). Como devoto católico cofundó la Asociación de Hombres de Negocios Católicos de Corea en 1978 y sirvió como su vicepresidente.

### Carrera educativa
Han fue nombrado presidente de la Junta Directiva de la Fundación Kumoh, que administrativa el Instituto Nacional Tecnológico de Kumoh y la Escuela Técnica de Kumoh. Luego fue presidente de la Asociación Coreana del Esperanto (en esperanto Korea Esperanto-Asocio, KEA) en 1978 y miembro de la Junta Directiva de la Universidad de Suwon. Fue reelegido presidente de KEA en 1991 y sirvió por 4 años.

## La Espero
En 1976 Han fundó "La Espero el Koreio," una revista de relaciones públicas que introdujo la cultura y la literatura coreana al mundo del esperanto. En total la revista tuvo 123 ediciones hasta su cierre en 1994. Han y su revista "La Espero" tuvieron un rol crucial en el desarrollo del esperanto en Corea del Sur. Sirvió como presidente del comité organizador del Congreso Universal de Esperanto y fue el único coreano que era miembro honorario de la Asociación Universal de Esperanto (Universala Esperanto-Asocio) y presidente honorario de la KEA.

## Medallas
- Minister of Finance Award (1978)
- Golden Chungmu Medal (Corea)
- Legión al Mérito (Estados Unidos)